# Benjaminiola leucanidia
Benjaminiola leucanidia är en fjärilsart som beskrevs av George Francis Hampson 1910. Benjaminiola leucanidia ingår i släktet Benjaminiola och familjen nattflyn. Inga underarter finns listade i Catalogue of Life.